# Bob Swaim
 (janvier 2022).
Bob Swaim, né le 2 novembre 1943 à Evanston (Illinois), est un réalisateur et scénariste américain, également acteur à l'occasion.

## Biographie
En 1965, il s'installe à Paris et commence à suivre des cours d'ethnologie à la Sorbonne. Fréquentant la Cinémathèque, il se tourne vers le cinéma, étudie à l'École Louis Lumière et devient caméraman avant de se lancer dans la réalisation.
Il tourne en 1971 son premier court-métrage, Autoportrait d'un pornographe, et en 1977 son premier long-métrage, La Nuit de Saint-Germain-des-Prés, adaptation des aventures du détective Nestor Burma, créé par Léo Malet.
C'est son second film, La Balance, avec Nathalie Baye et Philippe Léotard, qui le fait connaître du grand public. Ce film remporte trois Césars en 1983.
Grâce à ce succès, il est sollicité par la MGM pour tourner dans son pays natal : il signe Escort Girl avec Sigourney Weaver et le thriller Masquerade.
Il tourne ensuite, en décors naturels au Maroc, L'Atlantide, d'après le roman de Pierre Benoit. Ce nouveau film passe cependant inaperçu. Bob Swaim tourne ensuite en 1997 Le Défi, primé à Berlin. Il revient au long-métrage avec Nos amis les flics, sorti en 2004.
Depuis 2007, il est directeur du programme international de l'EICAR.
En 2020, il est président du jury de la 2e édition du Festival de Cinéma Les Rimbaud du Cinéma.

## Filmographie

### Réalisateur
- 1971 : L'Autoportrait d'un pornographe
- 1972 : Vive les Jacques
- 1977 : La Nuit de Saint-Germain-des-Prés
- 1982 : La Balance
- 1986 : Escort Girl (Half Moon Street)
- 1988 : Masquerade
- 1992 : L'Atlantide
- 1994 : Parfum de meurtre (TV Canal+)
- 1995 : Femme de passions (TV Canal+ et TF1)
- 1997 : Maître Da Costa (Série TV France 2) (épisode « Le Doigt de Dieu ») avec Roger Hanin et d'après Frédéric Dard
- 1998 : Le Défi (en) (The Climb) (Prix UNICEF du Best Film au Festival de Berlin)
- 2004 : Nos amis les flics
- 2006 : Lumières noires (moyen-métrage documentaire)

### Scénariste et réalisateur
- 1971 : L’Autoportrait d'un pornographe (coécrit Avec Roland Topor)
- 1972 : Vive les Jacques
- 1977 : La Nuit de Saint-Germain-des-Prés (coécrit Avec Robert Réa)
- 1982 : La Balance
- 1986 : Escort Girl / Half Moon Street
- 1992 : L'Atlantide
- 2004 : Nos amis les flics (coécrit Avec M. Fabiani) (Grand Prix de Saint-Malo Film Festival)
- 2007 : Lumières noires (coécrit Avec Sebastian Danchin) (documentaire France 2) (Sélection officielle FIPA 2007 et Festival Télévision de Monté-Carlo 2007 - Finaliste Meilleur documentaire 2007)
- 2007 : La France Made in USA (coécrit Avec Sebastian Danchin) (documentaire ARTE)

### Acteur
- 1986 : Drôles d'espions de John Landis - commandant des forces spéciales
- 1990 : Rainbow Drive, téléfilm de Bobby Roth - Pablo
- 1994 : Parfum de meurtre, téléfilm de Bob Swaim - Photographe
- 1996 : J'ai deux amours, téléfilm de Caroline Huppert - Bob
- 1997 : Viens jouer dans la cour des grands, téléfilm de Caroline Huppert - Foster
- 1998 : La fille d'un soldat ne pleure jamais de James Ivory - Bob Smith
- 2006 : Olé ! de Florence Quentin - Businessman Anglais

### Producteur
- 1991 : Série Police Secrets (France 3)

Épisodes (coproducteur et directeur de collection) :
1. L’Enveloppe
2. Neige dans le Midi
3. Le violeur impuni
4. L’Arnaque
5. Un alibi en or
6. Un flic pourri
7. Le Vin qui Tue
8. La Bavure

### Clips
- Johnny Hallyday, chansons Casualty of love et Mon p'tit loup
- Doc Gyneco, chanson C'est beau la vie, en duo avec Bernard Tapie

## Documentaire
- Jean-Jacques Milteau, The Memphis Sessions